# Monique Berlioux
Pour les articles homonymes, voir Berlioux.
Monique Berlioux, née le 22 décembre 1923 à Metz et morte le 27 août 2015 à Azay-le-Brûlé, est une championne de natation française des années 1940 et du début des années 1950, devenue dirigeante dans les institutions du sport international. Elle a notamment occupé pendant seize ans (de 1969 à 1985) le poste de directrice générale du Comité international olympique (CIO).

## Biographie

### Enfance et études
Elle est la fille de la nageuse Suzanne Berlioux.
Ayant obtenu une bourse d'études, elle fait ses études au lycée Fénelon de Paris. Après son baccalauréat, elle entre à la Sorbonne, où elle obtient une licence ès lettres.
Sous l'Occupation, elle traverse la Meuse à la nage pour remettre des messages à la Résistance.

### Carrière sportive
Elle est championne de France du 100 mètres dos de 1941 à 1952 sous les couleurs du club des nageurs de Paris de 1941 à 1944, du Racing club de France de 1945 à 1952, excepté en 1949, où elle remporte le titre sous les couleurs du CP L'Isle-Adam. En 1942, 1943 et 1945, elle gagne la Traversée de Paris à la nage féminine, succédant ainsi au palmarès à sa sœur aînée Lucette.
Les Jeux de 1940 et de 1944 sont annulés du fait de la Seconde Guerre mondiale. Elle participe à ceux de 1948 à Londres mais est affaiblie par une opération de l'appendicite. Elle préfère ne pas participer à ceux de 1952 à Helsinki car on refuse de lui donner des bons alimentaires.

### Activité associative
En 1964, Monique Berlioux sort chez Flammarion le livre Olympica, dans lequel elle dresse un « portrait généreux » de Pierre de Coubertin note plus d'un demi-siècle plus tard Le Monde.
Dans les années 1960, elle travaille au secrétariat du ministère de la Jeunesse et des Sports. En 1967, le secrétaire général du Comité international olympique (CIO), le Néerlandais Johann Westerhoff, la nomme responsable de la presse et des relations publiques.
Il démissionne en 1969 et elle lui succède, portant le titre de « directeur » à partir de 1971 ; elle préfère ce terme à « directrice » car « si c’est « directrice », on m’imposera bien vite un directeur ». À l'époque, elle est l'une des seules femmes présentes dans les instances dirigeantes du mouvement sportif international. Elle décrit le contexte de sa nomination : « Le CIO était un club de vieux aristocrates misogynes qui ne pouvaient imaginer qu’une femme soit à la tête de l’organisation ».
L'historien du CIO Pierre Morath note : « Tout au long des années 70, son influence s’accroît, au point que c’est elle qui finit par négocier tous les contrats du CIO, et en particulier ceux en relation avec les droits de télévision ».
Elle milite activement pour la nomination de Juan Antonio Samaranch au poste de président du CIO. Elle crée la polémique en affirmant que les Jeux olympiques d'été de Montréal (qui ont lieu en 1976) n'avaient pas d'âme. Elle est démise de son poste de directrice générale en 1985, Samaranch voulant les pleins pouvoirs.
Elle intègre ensuite le cabinet du maire de Paris Jacques Chirac et participe à l'organisation de la candidature de la capitale française pour les Jeux de 1992.
Succédant à Alfred Schoebel à la présidence de la Fédération des internationaux du sport français, elle crée la cérémonie des Gloire du sport en 1993,. Elle est présidente d'honneur de la fédération des internationaux du sport français de 2005 à sa mort. En 2008, elle publie le livre 1936, le piège blanc olympique, où elle explique que les Jeux olympiques d'hiver de 1936 à Garmisch-Partenkirchen furent la première vitrine du « savoir-faire Nazi », affichant le racisme et l'antisémitisme du régime belliqueux, hégémonique et totalitaire dirigé par Adolf Hitler, servant de répétition générale aux Jeux d'été à Berlin, et comment « le CIO a plié devant l'inacceptable ».
Retirée dans les Deux-Sèvres, elle nage jusqu'à ses 90 ans. Elle meurt en 2015.

## Décoration
- Grand-croix de l'ordre national du Mérite (2009)[10]

## Prix Monique-Berlioux
Le prix attribué depuis 1921 par l'Académie des sports pour récompenser la performance féminine la plus remarquable de l'année écoulée est doté par Monique Berlioux depuis 1983. À partir de cette date, il n'est plus décerné exclusivement à des sportives françaises, mais internationales.
| Année | Nom | Discipline                   |
| ----- | --- | ---------------------------- |
| 1921  | Suzanne Lenglen | Tennis                       |
| 1924  | Marthe Oulié | Athlétisme                   |
| 1925  | Alexandra David-Néel | Exploration                  |
| 1926  | Marguerite Radideau | Athlétisme                   |
| 1927  | Virginie Hériot | Voile                        |
| 1928  | Andrée Joly | Patinage                     |
| 1929  | Solita Salgado | Natation                     |
| 1930  | Yvonne Godard | Natation                     |
| 1931  | Maryse Bastié | Aviation                     |
| 1934  | Hélène Boucher | Aviation                     |
| 1936  | Maryse Hilz | Aviation                     |
| 1937  | Antoinette Rocheux | Aviron                       |
| 1938  | Lucienne Velu | Athlétisme                   |
| 1948  | Nicole Pellissard | Plongeon                     |
| 1949  | Lucienne Schmidt-Couttet | Ski                          |
| 1950  | Gisèle Vallerey | Natation                     |
| 1952  | Nelly Adamson | Tennis                       |
| 1956  | Marthe Lambert | Athlétisme                   |
| 1957  | Thérèse Leduc | Ski                          |
| 1959  | Florence Petry-Amiel | Athlétisme                   |
| 1960  | Monique Gallimard | Parachutisme                 |
| 1962  | Marielle Goitschel | Ski                          |
| 1963  | Brigitte Varangot | Golf                         |
| 1964  | Maryvonne Dupureur | Athlétisme                   |
| 1965  | Dany Duflot | Ski nautique                 |
| 1966  | Claude Mandonnaud | Natation                     |
| 1967  | Françoise Dürr | Tennis                       |
| 1968  | Marielle Goitschel (2) | Ski                          |
| 1970  | Michèle Jacot | Ski                          |
| 1971  | Jackie Chazalon | Basket-ball                  |
| 1972  | Irène Guidotti | Basket-ball                  |
| 1973  | Sylvie Maurial | Ski nautique                 |
| 1974  | Fabienne Serrat | Ski                          |
| 1975  | Équipe de France : Martine Cochet, Odile Garaïalde, Martine Giraud, Anne-Marie Palli, Catherine Lacoste de Prado, Marie-Christine Ubald-Bocquet | Golf                         |
| 1976  | Danielle Debernard | Ski                          |
| 1977  | Michèle Mouton | Automobile                   |
| 1978  | Florence Arthaud | Voile                        |
| 1979  | Dominique Gardette | Kayak                        |
| 1980  | Perrine Pelen | Ski                          |
| 1981  | Dominique Esnault | Tir                          |
| 1982  | Brigitte Deydier, Natalina Lupino, Béatrice Rodriguez, Martine Rottier                                                                          | Judo                         |
| 1983  | Grete Waitz | Athlétisme                   |
| 1984  | Zhou Jihong | Plongeon                     |
| 1985  | Marita Koch | Athlétisme                   |
| 1986  | Chris Evert | Tennis                       |
| 1987  | Stefka Kostadinova | Athlétisme                   |
| 1988  | Susan Butcher | Course de chiens de traîneau |
| 1989  | Catherine Plewinski | Natation                     |
| 1990  | Florence Arthaud (2) | Voile                        |
| 1991  | Hassiba Boulmerka, Marie-José Pérec | Athlétisme                   |
| 1992  | Krisztina Egerszegi | Natation                     |
| 1993  | Myriam Fox-Jerusalmi | Canoë-kayak                  |
| 1994  | Vreni Schneider | Ski                          |
| 1995  | Ghada Shouaa | Athlétisme                   |
| 1996  | Félicia Ballanger | Cyclisme                     |
| 1997  | Marie-Claire Restoux | Judo                         |
| 1998  | Marion Jones | Athlétisme                   |
| 1999  | Eunice Barber | Athlétisme                   |
| 2000  | Ellen MacArthur | Voile                        |
| 2001  | Stacy Dragila | Athlétisme                   |
| 2002  | Paula Radcliffe | Athlétisme                   |
| 2004  | Virginie Dedieu | Natation synchronisée        |
| 2005  | Justine Henin | Tennis                       |
| 2006  | Janica Kostelić | Ski                          |
| 2007  | Carolina Klüft, Maryline Salvetat | Athlétisme, Cyclisme         |
| 2008  | Valentina Vezzali | Escrime                      |
| 2009  | Federica Pellegrini | Natation                     |
| 2010  | Maureen Nisima | Escrime                      |
| 2011  | Elisabeth Görgl | Ski                          |
| 2012  | Lucie Decosse | Judo                         |
| 2013  | Serena Williams | Tennis                       |
| 2014  | Maude Mathys, Séverine Pont-Combe, Laëtitia Roux                                                                                                | Ski alpinisme                |